# Saint-Zéphirin-de-Courval
Saint-Zéphirin-de-Courval est une municipalité de paroisse canadienne du Québec située dans la municipalité régionale de comté de Nicolet-Yamaska et dans la région administrative du Centre-du-Québec.

## Toponymie
Elle est nommée en l'honneur du pape Zéphyrin.

## Géographie
La rivière Saint-Zéphirin, un affluent de la rivière Nicolet Sud-Ouest, traverse la municipalité du sud au nord en passant à l'est de l'agglomération.
À partir de son crénon, dans l'ouest, la rivière Colbert coule vers le nord-ouest.

## Démographie
| 1996 | 2001 | 2006 | 2011 | 2016 | 2021 |
| ---- | ---- | ---- | ---- | ---- | ---- |
| 796  | 825  | 825  | 737  | 700  | 707  |

## Administration
Les élections municipales se font en bloc pour le maire et les six conseillers.
| Saint-Zéphirin-de-Courval Maires depuis 2001                                                                         |                 |         |          |
| Élection | Maire           | Qualité | Résultat |
| 2001 | Raymond Lemaire |         | Voir     |
| 2005 | Raymond Lemaire | Voir    |          |
| 2009 | Raymond Lemaire | Voir    |          |
| 2013 | Mathieu Lemire  |         | Voir     |
| 2017 | Mathieu Lemire  | Voir    |          |
| 2021 | Mathieu Lemire  | Voir    |          |
| Élection partielle en italique Depuis 2005, les élections sont simultanées dans toutes les municipalités québécoises |                 |         |          |

## Personnalités liées
Elle est le lieu de naissance d'un grand musicien québécois, Conrad Letendre (1904-1977), organiste, théoricien et compositeur.